# Witch Watch
Witch Watch (ウィッチウォッチ Witchi Wotchi?) es una serie de manga japonés de fantasía y comedia romántica escrita e ilustrada por Kenta Shinohara. Comenzó su serialización en la revista Shūkan Shōnen Jump de Shūeisha desde el 8 de febrero de 2021, y hasta el momento ha sido compilada en veintidós volúmenes tankōbon. Una adaptación de la serie al anime producida por Bibury Animation Studios se estrenó el 6 de abril de 2025.

## Sinopsis
La serie se centra en Nico Wakatsuki, una bruja adolescente que después de completar su entrenamiento mágico se muda a la casa de su amigo de la infancia e interés amoroso, Morihito Otogi, un ogro de aspecto humano, con la intención de hacerlo familiar y así acercarse más a él. A medida que avanza la historia, Nico y Morihito se ven obligados a lidiar con los diversos seres sobrenaturales y legendarios que encuentran en su vida diaria mientras intentan resolver todos los problemas impredecibles que causa la magia de Nico.

## Personajes
Nico Wakatsuki (若月ニコ, Wakatsuki Nico?)
 Seiyū: Rina Kawaguchi, Regina Tiscareño (español latino)
La protagonista principal. Una bruja adolescente que está enamorada de su amigo de la infancia Morihito. Es una persona muy amable que a menudo intenta ayudar a las personas con magia, pero generalmente lo hace sin conocer completamente los detalles o los efectos secundarios de los hechizos. Ella es la Bruja de los Mil, un tipo de bruja que nace cada 1000 años. Después de los eventos del Arco del Día del Desastre, Nico se convierte en una niña de 5 años.
Morihito Otogi (乙木 守仁, Otogi Morihito?)
 Seiyū: Ryōta Suzuki, Emmanuel Alejandro (español latino)
Amigo de la infancia e interés amoroso de Nico. Es un ogro que pertenece al clan Otogi, uno de los clanes de ogros supervivientes. Posee una fuerza física extrema debido a la práctica del Qigong del ogro. A diferencia de los otros personajes principales, Morihito es una persona seria y responsable.
Kanshi Kazamatsuri (風祭 監志 Kazamatsuri Kanshi?)
 Seiyū: Kōhei Amasaki, Brandon Montor (español latino)
Un tengu que puede controlar el viento y se hizo amigo de Nico durante su entrenamiento. Es el "cuervo familiar" de Nico y se muda con ella y Morihito, ya que también tiene la tarea de protegerla. Kanshi tiene buenas habilidades sociales y habla en el dialecto de Kansai.
Keigo Magami (真神 圭護 Magami Keigo?)
 Seiyū: Kaito Ishikawa, Elliot Leguizamo (español latino)
Un hombre lobo que se transforma en otra persona, a la que llaman "Lobo" (ウルフ), cuando ve una forma creciente. Keigo suele ser una persona tranquila, pero se vuelve arrogante cuando muestra su conocimiento de una cultura desconocida. Wolf, sin embargo, es una buena persona que disfruta ayudando a los demás. Es compañero de clase de Nico y Morihito, y finalmente se muda con ellos.
Miharu Kiryu (霧生 見晴 Kiryū Miharu?)
Un joven vampiro que se alimenta absorbiendo la fuerza vital de las personas, de una familia de futsumashi o exorcistas. Es un estudiante de tercer año de secundaria y generalmente lleva una sombrilla para protegerse del sol. Aunque parece educado y elegante, no tiene filtro y dice lo que piensa. Se muda con Nico y los demás.
Nemu Miyao (宮尾 音夢 Miyao Nemu?)
 Seiyū: Tomori Kusunoki, Nycolle González (español latino)
Es una bruja que pertenece a la familia Miyao, una familia de brujas de élite. Es una bruja especializada en magia de transformación. Nemu suele ser tímida con la gente y no suele tener amigos. Debido a las enseñanzas de su madre, aprendió a no mostrar sus verdaderos sentimientos, este entrenamiento hizo que Nemu se concentrara más en aprender magia de ella por lo que no sabe cómo actuar frente a la gente. Desde que conoció a Nico, Morihito, Keigo, Kanshi y Miharu ha aprendido a actuar con la gente y a superar su timidez. Debido al tiempo que ha pasado estudiando, conoce mucha magia y hechizos raros.
Yūri Makuwa (真桑 悠里 Makuwa Yūri?)
 Seiyū: Mikako Komatsu, Jocelyn Robles (español latino)
Fue la tutora de la clase 1-3 en la preparatoria Asunaro siendo la profesora a cargo de Morihito, Keigo y Nico. Actualmente, es la tutora de la clase 1-2 siendo la profesora de Miharu, Furan, Rui y Aika. Aunque intenta ocultarlo debido a su profesionalismo, en secreto es una otaku y está muy involucrada en el fandom de su serie favorita Uron Mirage. Se considera una "verdadera fan" de la serie, y leer capítulos semanales de su serie favorita es algo así como un ritual sagrado para ella. Junto con Kukumi Ureshino, formaron un grupo llamado Fave Artist File enfocado en hacer fanfics sobre Uron Mirage. 
Kukumi Ureshino (嬉野 久々実 Ureshino Kukumi?)
 Seiyū: Konomi Kohara, Amanda Hinojosa (español latino)
Es la mejor amiga de Kara y Nico. Kukumi es una buena persona siendo considerada una diosa por Yuri. Es una persona tímida con las personas que acaba de conocer, aun así intenta ayudar a quienes lo necesitan. Es una fan otaku de Uron Mirage, por lo que crearía un grupo junto a Yuri Makuwa llamado Fave Artist File enfocado a la creación de fanfics de la serie antes mencionada. Más adelante, Kuku decidiría intentar convertirse en mangaka.
Kara Minami (南 伽羅 Minami Kara?)
 Seiyū: Rie Takahashi, Alicia Vélez (español latino)
Es la mejor amiga de Nico Wakatsuki y Kukumi Ureshino. Fue abandonada por su madre poco después de su nacimiento, siendo criada únicamente por su padre. Tiempo después, Kara conoció a Miyuki, a quien recordaría como su verdadera madre hasta su muerte. Más tarde se revela que es una sacerdotisa a cargo del santuario de su familia. Ella crearía a Shiki con la ayuda de Nico, quien se convertiría en su familiar.
Tenryū Kiyomiya (清宮 天流 Kiyomiya Tenryū?)
 Seiyū: Yoshitsugu Matsuoka, Luis Leonardo Suárez (español latino)
Él es el presidente del consejo estudiantil de la escuela secundaria Asunaro y el hermano mayor de Suzuka Kiyomiya. Tenryu es una persona testaruda cuando quiere algo, también es muy leal con sus amigos y compañeros del consejo estudiantil. Intenta ayudar a todos los estudiantes de la preparatoria Asurano. Normalmente, Tenryu viste un traje militar.
Suzuka Kiyomiya ( 清宮涼華 Kiyomiya Suzuka?)
Compañera de clases de Nico, Morihito, Keigo y Kan. Su hermano mayor Tenryu es presidente del consejo estudiantil.

## Contenido de la obra

### Manga
Witch Watch está escrito e ilustrado por Kenta Shinohara. El manga comenzó su serialización en la revista de manga Shūkan Shōnen Jump de Shūeisha en el décimo número publicado el 8 de febrero de 2021. Shūeisha recopila sus capítulos individuales tankōbon. El primer volumen se publicó el 4 de junio de 2021, y hasta el momento se han lanzado veintidós volúmenes.
La serie tiene licencia para publicación simultánea en América del Norte a medida que se lanza en Japón, con sus capítulos siendo lanzados digitalmente en inglés por Shūeisha en su servicio Manga Plus, así como por su servicio en VIZ Media.
| Volúmenes de manga publicados | Volúmenes de manga publicados | Volúmenes de manga publicados |
| Número                        | Fecha de publicación          | ISBN                          |
| ----------------------------- | ----------------------------- | ----------------------------- |
| 1                             | 4 de junio de 2021            | ISBN 978-4-08-882696-7        |
| 2                             | 3 de septiembre de 2021       | ISBN 978-4-08-882764-3        |
| 3                             | 4 de noviembre de 2021        | ISBN 978-4-08-882842-8        |
| 4                             | 4 de febrero de 2022          | ISBN 978-4-08-883011-7        |
| 5                             | 4 de abril de 2022            | ISBN 978-4-08-883067-4        |
| 6                             | 3 de junio de 2022            | ISBN 978-4-08-883154-1        |
| 7                             | 4 de agosto de 2022           | ISBN 978-4-08-883221-0        |
| 8                             | 4 de noviembre de 2022        | ISBN 978-4-08-883388-0        |
| 9                             | 4 de enero de 2023            | ISBN 978-4-08-883422-1        |
| 10                            | 4 de abril de 2023            | ISBN 978-4-08-883454-2        |
| 11                            | 2 de junio de 2023            | ISBN 978-4-08-883559-4        |
| 12                            | 4 de agosto de 2023           | ISBN 978-4-08-883559-4        |
| 13                            | 4 de octubre de 2023          | ISBN 978-4-08-883666-9        |
| 14                            | 4 de diciembre de 2023        | ISBN 978-4-08-883787-1        |
| 15                            | 4 de marzo de 2024            | ISBN 978-4-08-883818-2        |
| 16                            | 4 de abril de 2024            | ISBN 978-4-08-883877-9        |
| 17                            | 4 de julio de 2024            | ISBN 978-4-08-884112-0        |
| 18                            | 4 de septiembre de 2024       | ISBN 978-4-08-884170-0        |
| 19                            | 1 de noviembre de 2024        | ISBN 978-4-08-884251-6        |
| 20                            | 4 de enero de 2025            | ISBN 978-4-08-884398-8        |
| 21                            | 4 de abril de 2025            | ISBN 978-4-08-884450-3        |
| 22                            | 4 de julio de 2025            | ISBN 978-4-08-884565-4        |
| 23                            | 4 de septiembre de 2025       | ISBN 978-4-08-884651-4        |

### Anime
El 19 de agosto de 2024 se anunció una adaptación de la serie al anime. La serie está producida por Bibury Animation Studios y dirigida por Hiroshi Ikehata, con dirección asistente de Masao Kawase, guiones escritos por Deko Akao, personajes diseñados por Haruko Iizuka y música compuesta por Yukari Hashimoto. Se estrenó el 6 de abril de 2025 en el bloque de programación Nichi-5 en todas las afiliadas de JNN, incluidas MBS y TBS. Se emitirá durante dos cursos consecutivos. El tema de arpetura es «Watch Me!», interpretado por YOASOBI, mientras que el tema de cierre es Mahō Spice (魔法はスパイス Mahō wa Supaisu?), intepretado por Aooo. Crunchyroll y Netflix obtuvieron la licencia de la serie. Los primeros tres episodios del anime se proyectaron en cines fuera de Japón bajo el título Witch Watch: Watch Party con proyecciones a partir del 13 de marzo en Asia y en América del Norte el 16 de marzo a través de GKIDS.
El 25 de marzo de 2025, Netflix anunció que la serie recibirán ambos doblajes tanto en español latino como en castellano, los cuales se estrenaran el 27 de abril.

## Recepción

### Popularidad
En junio de 2021, Witch Watch fue nominado para el séptimo Next Manga Award en la categoría de Mejor Manga Impreso y se ubicó en el lugar número 12 de 50 nominados. También fue nominado para el mismo premio y ocupó el segundo lugar entre 50 nominados en 2022.

### Respuesta crítica
Timothy Donohoo de Comic Book Resources comparó Witch Watch con Ao no Hako de Kōji Miura y Sekimen Shinaide Sekime-san de Shigure Tokita, debido a que ambas series tienen conceptos y aspectos románticos similares a los de Witch Watch.

## Otras lecturas
- «ジャンプ4号連続新連載のTVCM、篠原健太作品の“あの3人組”や実写にラップも». Natalie (en japonés). Natasha, Inc. 1 de febrero de 2021.
- «篠原健太『ウィッチウォッチ』CMに“あの3人”が出演！ 新連載に登場フラグ？». Excite News (en japonés). 15 de febrero de 2021. Archivado desde el original el 6 de junio de 2021. Consultado el 21 de agosto de 2021.